# Burg Einburg
Die Burg Einburg, bisweilen auch Einberg genannt, ist eine abgegangene Höhenburg in dem heute gleichnamigen Ortsteil der Gemeinde Raab im Bezirk Schärding in Oberösterreich.

## Geschichte
Die Einburg (Einberg) lag auf einer die Pram beherrschenden Anhöhe. Als erster Besitzer wird 1120 ein Waldecker genannt. Im Jahre 1150 gibt ein Meingoz von Einberg einen Hof an das Kloster Reichersberg ab. Bei einem Erbvertrag vom 1. Mai 1300 zwischen den Wesnern Hadmar und Erchanger einerseits und ihren Neffen, den Brüdern Ortolf, Hadmar und Megingoz von Waldeck, andererseits, fiel die Burg Raab mit Hofmark an die letzteren, die damals auf der Einburg ansässig waren. Die Waldecker vereinigten beide Besitzungen zu einer einzigen Herrschaft. Da Einburg passauisches Lehen war, wurde auch die Hofmark Raab nach dem Aussterben der Waldecker auf Einburg ebenfalls als Passauer Lehen angesehen.
1390 gelangte das Schloss an die Trauner. Wolfgang von Traun verkaufte 1419 das Erbrecht von Einburg an Peter von Ritzing. 1486–1492 war Einburg im Besitz des Michael von Traun; seine Nachkommen waren hier bis 1582 ansässig. Von Herzelaut von Traun kam der mit Raab vereinigte Besitz 1584 an Veit II. von Tattenbach. Die Tattenbachs, die in St. Martin ihren Hauptsitz hatten, vereinigten die Herrschaft Raab, zu der noch jene von Einburg kam, mit St. Martin zu einem Fideikommiss. Sein Sohn Hans Ardolf folgte ihm 1596 im Besitz nach, nachdem der Vater bei der Rückreise vom Heiligen Land beim Untergang des Schiffes „Nauen“ vor Konstantinopel ertrunken war. Hans Ardolf selbst († 1647) hatte keine Nachkommen und so kam der Besitz an seinen Neffen Gottfried Wilhelm von Tattenbach († 1687). Der letzte aus der Familie Tattenbach-Rheinstein war Heinrich Christian Joseph Ignaz († 1821); dieser war ebenfalls kinderlos und vermachte seinen ganzen Besitz seinem Vetter Graf Maximilian von und zu Arco-Valley. Bis 1848 gehörte ein Teil des heutigen Raab zu Einburg, ein anderer Teil zu Schloss Raab.

Einburg
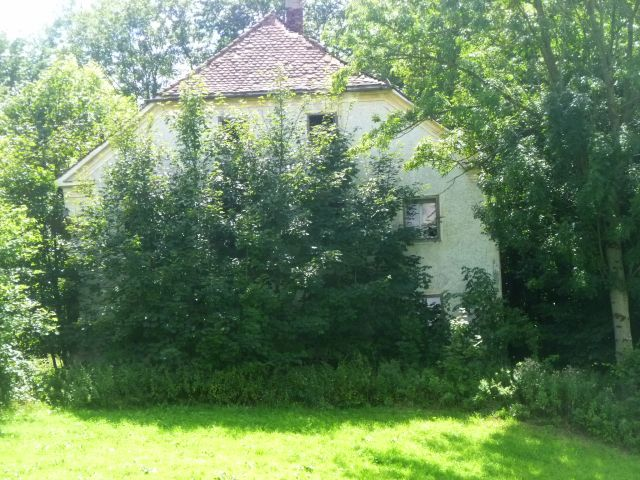
Schlossbauernhof in Einburg
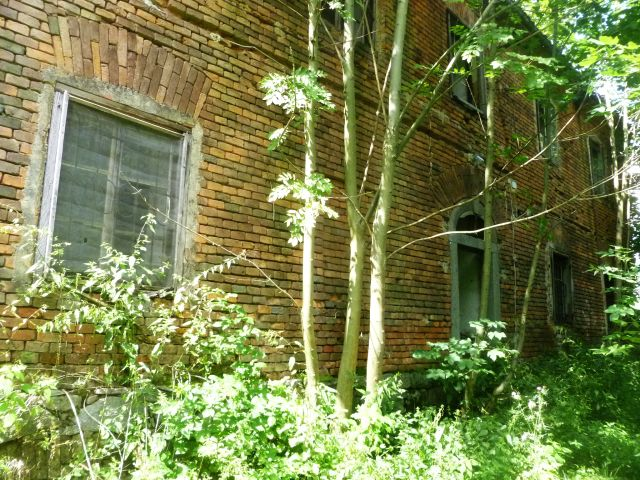
Schlossbauernhof (Ostseite)
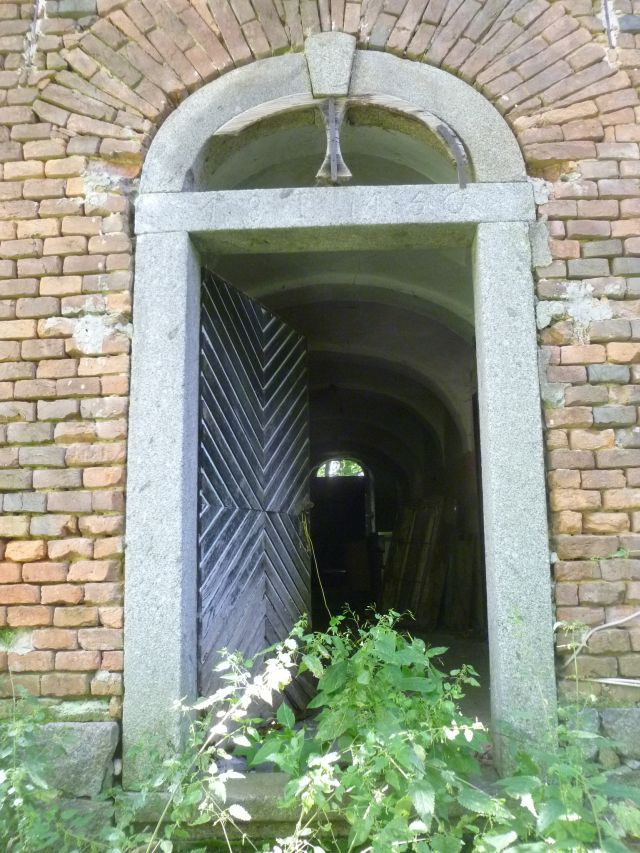
Schlossbauernhof (Eingangsportal)
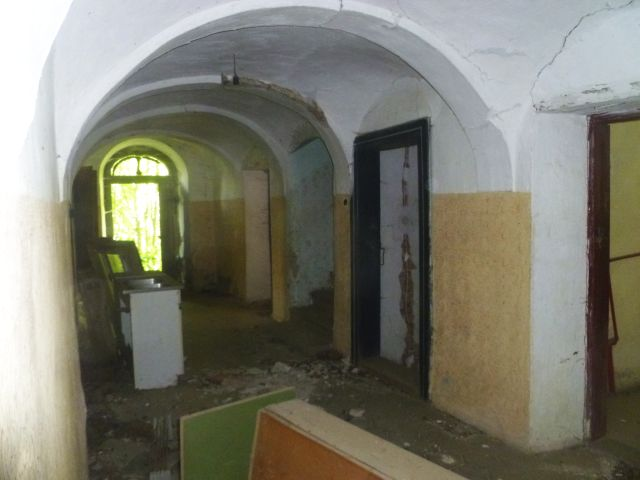
Schlossbauernhof (ruinöser Hausgang)

## Einburg heute
Bereits 1704 war Einburg, da es nicht mehr bewohnt wurde, dem Verfall ausgesetzt. An der Stelle der früheren Burg befindet sich ein Bauernhof  mit dem Hausnamen Schlossbauer. Die Umfassungsgräben sind teilweise noch erkennbar. Der Bauernhof, der sich auf dem Kernwerk erhebt, ist derzeit in einem ruinösen Zustand. Die Nebengebäude wurden mittlerweile bereits demoliert, das Wohngebäude soll demnächst folgen.